# Lago Rosso
«Lago Rosso» (укр. «Червоне озеро») — пісня та сингл італійського співака і кіноактора Адріано Челентано з альбому «Esco di rado e parlo ancora meno» 2000 року.

## Про пісню
Пісня була третім треком альбому Адріано Челентано «Esco di rado e parlo ancora meno», що вийшов 10 листопада 2000 року, музику написав композитор Джанні Белла, а текст — пісняр Могол. Текст пісні оповідає про любовні страждання чоловіка до жінки. Тема любовних стосунків притаманна більшості текстів пісень, які Могол писав для Челентано. Музичний сайт «Discogs.com» характеризує музику пісні як поп. У записі пісні брали участь американський гітарист Майкл Томпсон та аранжувальник Фіо Дзанотті, як і всіх композицій альбому.

## Сингл
У 2000 році пісня була випущена як сингл CD в Італії власним лейблом Челентано «Clan Celentano». Хоча альбом «Esco di rado e parlo ancora meno» і очолив італійський чарт, не існує жодних данних щодо потрапляння пісні «Lago Rosso», як й усіх синглів альбому, до італійського «топ-100» чарту найкращих синглів. Обкладинка синглу мала спільну з альбомом концепцію оформлення — вона містила лише літери назви пісні на білому тлі.

## Оцінки критиків
Італійський музичний критик Франко Дзанетті у своїй рецензії 2000 року негативно оцінив тексти пісень альбому «Esco di rado e parlo ancora meno» словами «Не можна мовчати вже у вступі, що тексти написані Моголом для „Esco di rado (e parlo ancora meno)“, другого твору команди, що складається з Адріано та Джанні Белли з нагоди попереднього „Io non so parlar d'amore“, часто виявляються не на очікуваній висоті». Дзанетті назвав тексти пісень «речами з фестивалю Санремо п'ятдесятих / шістдесятих років», продовжуючи далі, він сказав, що «речі, настільки точно датовані, що змушує думати, що насправді йдеться про результат вмілого використання стилю. Давайте домовимось: я не хочу розпочинати дискусію стосовно змісту пісень, мене повністю влаштовує, що Адріано співає про любов (або про будь-яку іншу річ, лише не про соціологію чи екологію). Мене цілком влаштовує, що він співає у традиційній, ба навіть трохи у ретро манері. Але якщо б він співав би менш незручні тексти, я би був задоволений більше». Загалом, порівнюючи з іншими композиціями альбому, пісню «Lago rosso» Дзанетті назвав «малозначущою».

## Живе виконання та використання
Пісня виконувалася Челентано на телешоу «125 milioni di caz..te» (2001), ведучим якої був сам співак, і на телепередачі «Torno sabato» 29 вересня 2001 року. Пісня не потрапила до жодної збірки Челентано, відеокліп до неї не був знятий.

## Трек-лист
«Esco di rado e parlo ancora meno»
| #  | Назва                        | Автор слів | Автор музики | Тривалість |
| -- | ---------------------------- | ---------- | ------------ | ---------- |
| 1. | «Lago Rosso» (Червоне озеро) | Могол      | Джанні Белла | 5:18       |

Сингл «Lago Rosso»
| #  | Назва                        | Автор слів | Автор музики | Тривалість |
| -- | ---------------------------- | ---------- | ------------ | ---------- |
| 1. | «Lago Rosso» (Червоне озеро) | Могол      | Джанні Белла | 5:18       |

## Учасники запису та виробництво
- Головний вокал — Адріано Челентано
- Ударні — Леле Мелотті
- Бас-гітара — П'єр Мікелатті
- Клавішні і піаніно — Фіо Дзанотті
- Соло-гітара — Майкл Томпсон
- Бек-вокал — Паола Фоллі, Лалла Франча, Лола Фегалі, Морено Феррара, Сільвіо Подзолі
- Автор музики — Джанні Белла
- Автор тексту — Могол

Виробництво
- Lunapark Edizioni Musicali S.r.l. — Edizioni Musicali Nuova Gente R.B. S.n.c. — L'Altra meta S.r.l.

## Видання
| Назва      | Формат                              | Лейбл          | Маркування | Країна | Рік  |
| ---------- | ----------------------------------- | -------------- | ---------- | ------ | ---- |
| Lago Rosso | CD, Single, Promo, Cardboard Sleeve | Clan Celentano | CLN 4006   | Італія | 2000 |